# Georg Christoph von Taupadel

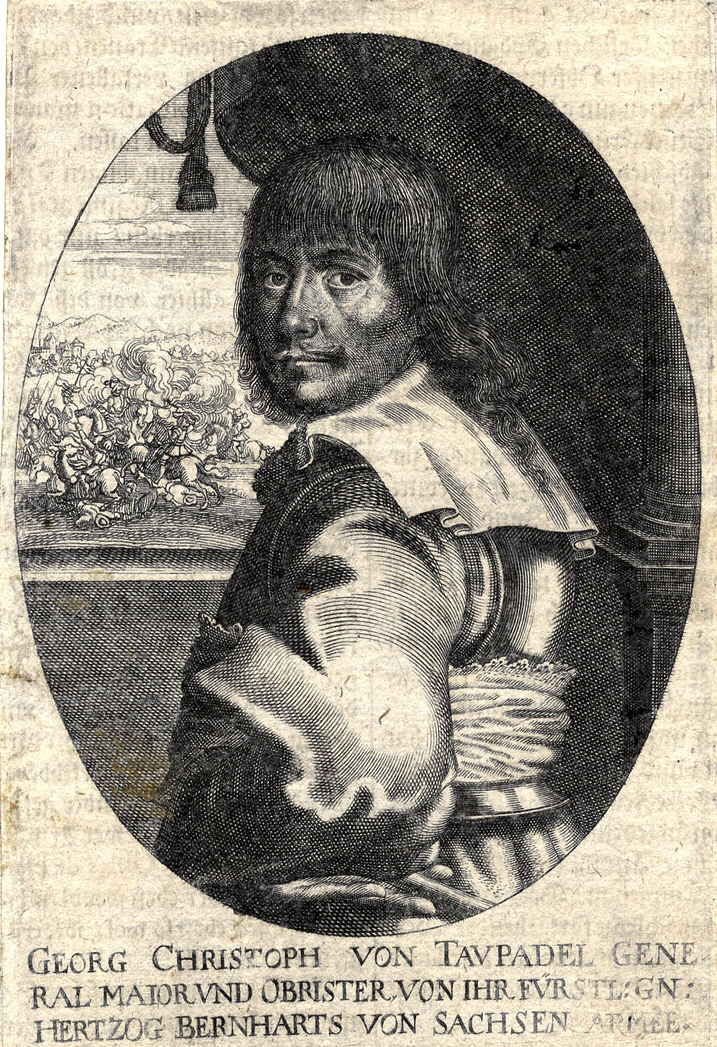
General Georg Christoph von Taupadel (Kupferstich nach Merian)

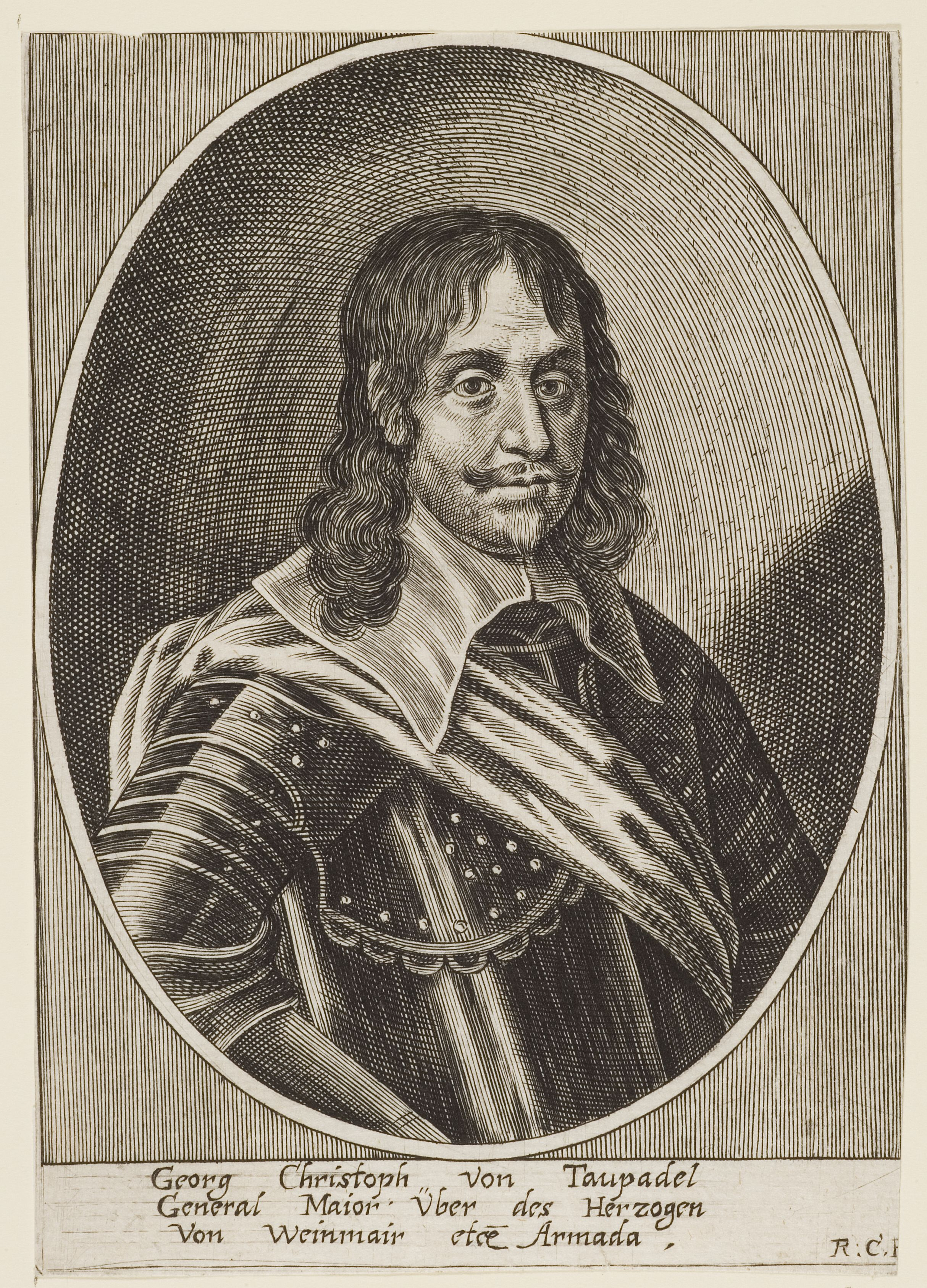
General Georg Christoph von Taupadel (Kupferstich von Raphael Custos)

Georg Christoph von Taupadel (* 17. Dezember 1595 in Börtewitz; † 12. März 1647 in Blotzheim) war ein deutscher General in zunächst schwedischen, später in französischen Diensten.

## Leben

### Aufwachsen und Eintritt ins Militär
Seine Eltern waren nach den Angaben in seiner Leichenpredigt Georg von Taupadel auf Pommlitz, Börtewitz und Gröppendorf und dessen Gemahlin Margarethe von Günderode (ca. 1565 – nach 1647) auf Rauenstein und Ziegra. Die meisten Quellen nennen fälschlicherweise Heinrich von Taupadel auf Fichtenberg und Johanna oder Susanna von Ende. Bis zu seinem 16. Lebensjahr hielt sich Georg Christoph auf dem Rittergut Ziegra bei Döbeln auf, wo seine Mutter geboren wurde. Dort lebte er bei seinem Onkel Caspar von Günderode, der gute Beziehungen in hohe Militärkreise besaß.
Zu Beginn seiner militärischen Laufbahn diente Georg Christoph in der Armee Herzog Friedrich Ulrichs von Braunschweig-Wolfenbüttel, der im Jahr 1615 für drei Monate lang vergeblich die Stadt Braunschweig belagerte. Seine Militärkarriere setzte er auf Seiten Venedigs im Friauler Krieg und auf Seiten Polens im Osmanisch-Polnischen Krieg 1620–1621 fort.
Unter dem „Tollen Halberstädter“ Christian von Braunschweig-Wolfenbüttel trat er in den Dreißigjährigen Krieg ein. Er kämpfte von 1625 bis 1627 unter den Truppen des Bernhard von Sachsen-Weimar in der Armee des Königs Christian IV. von Dänemark. Danach trat er in schwedische Dienste und kämpfte unter König Gustav II. Adolf zunächst bis 1629 im Polnisch-Schwedischen Krieg und ab 1630 wieder im Dreißigjährigen Krieg. 1631 wurde er zum Oberst befördert.

### Aufstieg zum Reitergeneral in schwedischen Diensten
Im April 1632 eroberte er Leutkirch, das er aber nicht gegen lokale kaiserliche Truppen halten konnte. Im Juli geriet er bei Neumarkt in einen Hinterhalt durch Kroatische Reiterei und wurde gefangen genommen. Als man ihn daraufhin zu Wallenstein schickte, ließ dieser ihn in einer möglicherweise versöhnlichen Geste an König Gustav Adolf sofort wieder frei. Kurz nach seiner Freilassung eroberte Taupadel Freystadt und ließ die dortigen feindlichen Proviantmagazine in Brand stecken, wodurch die Stadt niederbrannte. Im Oktober verteidigte er Coburg erfolgreich gegen Wallenstein. Als Belohnung für die letztere Leistung wurde er zum Kommandanten von Erfurt ernannt. Im Heer Bernhards von Sachsen-Weimar war Taupadel bei den Kämpfen um Regensburg entscheidend beteiligt an der Eroberung der Reichsstadt Regensburg im November 1633. Als Nächstes besetzte er Cham in der Oberpfalz und ließ die benachbarten Orte ausplündern. Am 29. November 1633 brannte er Kötzting nieder, weil die Bürger die Zahlung einer Brandschatzung verweigert hatten.
Angeblich verlor er bei der Belagerung von Furth im Wald Ende Februar 1634 einen Arm, diese Verletzung erlitt aber höchstwahrscheinlich ein Cousin, der ihr wenig später erlag und im Regensburger Dom bestattet wurde. Am 19. Juni 1634 wurde Georg Christoph als Nachfolger des bei der erneuten Belagerung Regensburgs (nun durch kaiserliche Truppen) bei einem Geschützunfall ums Leben gekommenen Nicholas de Courville zum Generalmajor befördert. Im Dezember des Jahres musste er als Kommandant von Schorndorf die Stadt den kaiserlichen Belagerern unter Walter Butler übergeben. Anfang 1635 besetzte er Speyer und überfiel im Mai bei einem Streifzug über den Rhein das bayrische Regiment d’Espaigne in seinen Quartieren in Schwaigern und Sinsheim. Im nächsten Jahr stand er unter Bernhard in Burgund gegen die Kaiserlichen unter Matthias Gallas. Bei Champlitte überfiel er die kroatischen Reitertruppen des kaiserlichen Heeres in ihrem Lager und fügte ihnen eine Niederlage zu. Als sich Gallas im November 1636 zurückzog, setzte Taupadel ihm nach.

### Das Weimarische Heer im Dienste Frankreichs
Im Heer des Bernhard von Sachsen-Weimar war Taupadel zu Beginn des Jahres 1638 in der zweigeteilten Schlacht bei Rheinfelden Befehlshaber des rechten Flügels und nahm in der zweiten Schlacht am 3. März Johann von Werth gefangen. Weiterhin war er auch an Kampfhandlungen in Stuttgart und Tübingen beteiligt und geriet im August 1638 in der Schlacht bei Wittenweiher in Gefangenschaft. Bernhard starb im Juli 1639, während Taupadel noch bis Anfang Februar 1640 in Gefangenschaft blieb. Das weimarische Heer war in der Zwischenzeit in die französische Armee integriert worden, Taupadel dadurch in den Dienst Frankreichs geraten. Anfang 1640 rückte er ins Hochstift Würzburg ein. Im Laufe des Jahres stieß er mit den Weimaranern wieder an die Seite des schwedischen Heeres unter Banér bei Göttingen. Am Ende des Jahres nahm Taupadel am überraschenden Vorstoß Banérs nach Regensburg an die Donau teil, wo zu dieser Zeit ein Reichstag in Anwesenheit des Kaisers tagte.
Die Zusammenarbeit des französisch-weimarischen Heeres mit den Schweden gestaltete sich als schwierig; der Befehlshaber Guébriant fürchtete, dass ihm bei einem weiteren Vorrücken der Rückweg nach Frankreich abgeschnitten werde, Taupadel warnte vor einem Überlaufen der katholischen Reiterei im eigenen Heer zum Gegner, wenn man tiefer ins katholische Bayern vorstoße. Nach heftigem Streit insbesondere zwischen Banér und Taupadel zog letzterer zusammen mit Guébriant in Richtung Bamberg ab, während Banér durch das Auftauen der Donau an einem Angriff auf Regensburg gehindert wurde. Am 22. März 1641 erreichte Taupadel in Haßfurt der Befehl Banérs, den schwedischen Rückzug nach Sachsen zu decken. Bei Zwickau verstärkte er mit 6.000 Mann die Schweden. Nachdem er die nachrückenden Kaiserlichen und Bayern unter Piccolomini nicht am Überschreiten der Saale hindern konnte, zogen er und die Schweden sich bis nach Halberstadt zurück, wo Banér am 20. Mai starb. Bei Wolfenbüttel wehrte der Rest des gemeinsamen Heeres einen kaiserlich-bayerischen Angriff ab. Taupadel soll sich dabei beim Angriff auf das bayrische Fußvolk ausgezeichnet haben, die Weimarer Kavallerie verweigerte nach der Schlacht allerdings die Verfolgung der Gegner. Im August überfiel er 2.000 kaiserliche Reiter unter Graf Bruay bei der Asseburg, wodurch Piccolomini von einem Angriff auf Hildesheim abgehalten wurde.
Erneute Streitigkeiten mit den Schweden führten zum Abzug von Franzosen und Weimaranern nach Westen, wo sie Anfang 1642 bei Kempen ein kaiserliches Heer unter General Lamboy schlugen. Als Taupadel danach in Bedburg sein Hauptquartier aufschlagen wollte, wurde er bei seinem Einzug von bewaffneten Bauern angegriffen, die ihm das Pferd unter dem Sattel erschossen. Während der Schlacht bei Tuttlingen im November 1643 lag Taupadel krank in Rottweil. Nach der Niederlage der Franzosen und Weimaraner gegen bayrische und kaiserliche Truppen unter Franz von Mercy schloss sich Taupadel Generalmajor Reinhold von Rosen an, der sich von Tuttlingen nach Rottweil gerettet hatte. Sie nahmen auch die Leiche ihres bei der vorherigen Eroberung Rottweils tödlich verwundeten Befehlshabers Guébriant und dessen Leibregiment mit und wandten sich durch den Schwarzwald gegen Freiburg.
1645 kämpfte er unter Marschall Turenne in der Schlacht bei Herbsthausen, in der die französische Armee erneut von den Bayern unter Mercy geschlagen wurde. Am 4. Juli 1645 vereinigten sich Verstärkungen unter d’Enghien, Marsin und Gramont mit Turennes Armee. Taupadel nahm wahrscheinlich auch anschließend unter Turennes und d’Enghiens Befehl an der Schlacht bei Alerheim teil, in der sie zum ersten Mal das bayrische Heer schlagen konnten. Zuletzt wird er im Juni 1646 bei der Erstürmung von Höxter genannt.
Am 12. März 1647 verstarb er auf seinem Landsitz Schloss Blotzheim im Sundgau nahe von Basel.

## Familie
Im Jahr 1628 heiratete er in Guttstadt im Ermland Margaretha Jung († 1646), die Tochter eines schottischen Kaufmanns namens John Young. Er hatte mit ihr drei Söhne, den jung verstorbenen Georg Otto (1629–1632), den späteren französischen Oberst Axel (1630–1671) und den französischen Rittmeister Georg Christoph II. († nach 1670). Weiterhin hatten sie die vier Töchter Elisabeth († 1645), Bernhardine (verheiratete von Diesbach, † nach 1647), Margarethe Magdalena (1632 – nach 1647) und Juliana (vor 1647 – nach 1670). Axel war verheiratet mit Maria von Erlach, der Tochter des weimarischen Offiziers Johann Ludwig von Erlach, Georg Christoph II. mit Sidonia Philippina von Buchenau. Beide verstarben kinderlos. Der ebenfalls häufig als Sohn eingestufte Johann Georg von Taupadel, der 1668 bei einem Heimatbesuch in Sachsen von seinen eigenen Dienern ermordet wurde, gilt heute nicht mehr als Sohn, sondern als weiterer Verwandter Georg Christophs.